# بيسندورف
بيسندورف (سابقا Bissendorpe) هي بلدية في مدينة أوسنابروكفي ساكسونيا السفلى, ألمانيا. وهي تقع على بعد حوالي 9 كم جنوب شرق مدينة أوسنابروك. يبلغ عدد السكان 14,404 (2005).
وبلدية بيسندورف مقسمة إلى قسمين اصوليين، سجاليهاوسين  و  ويسينجين .

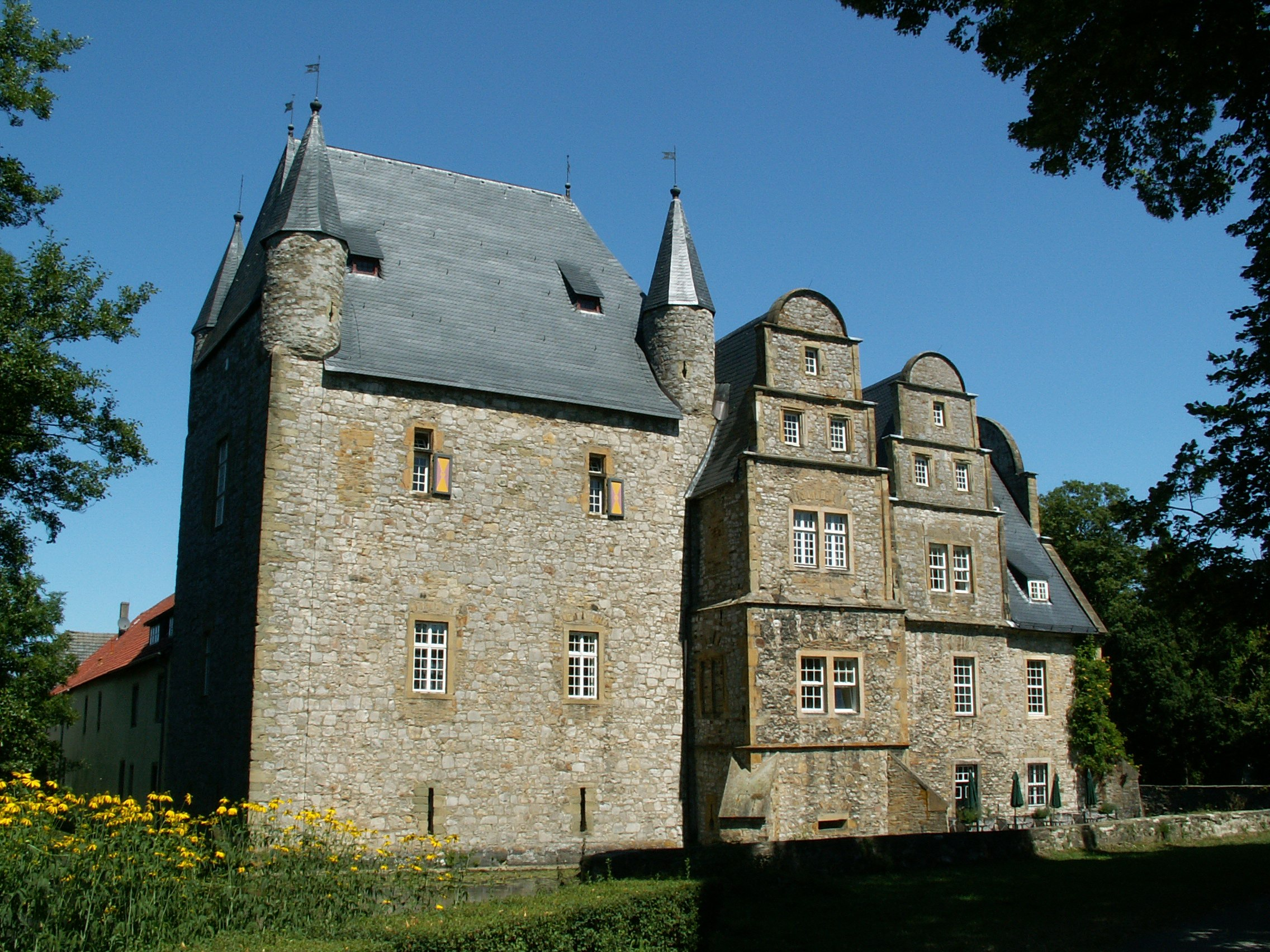
على Schelenburg, بيسندورف

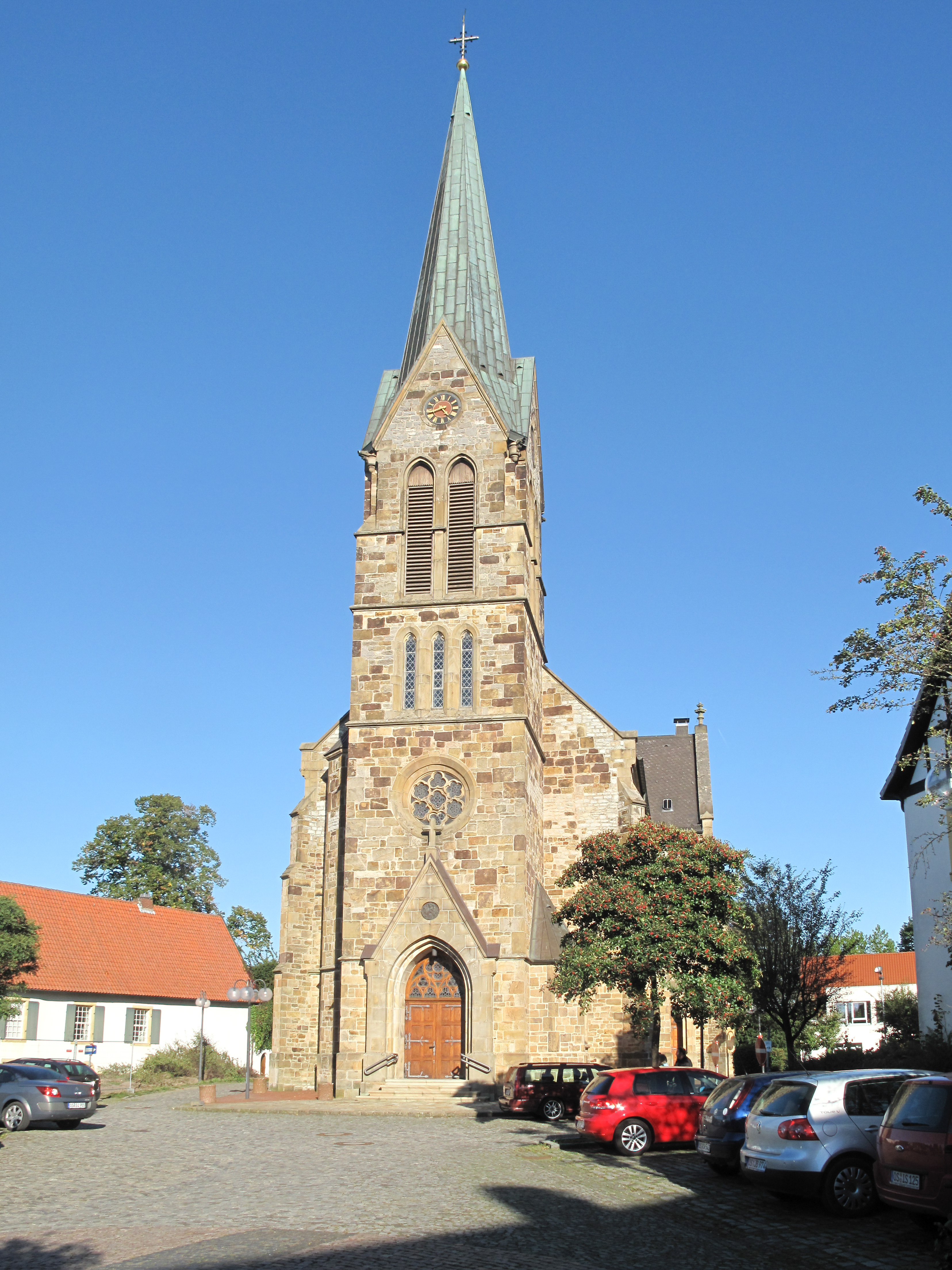
الكنيسة: سانت ديونيسيوس

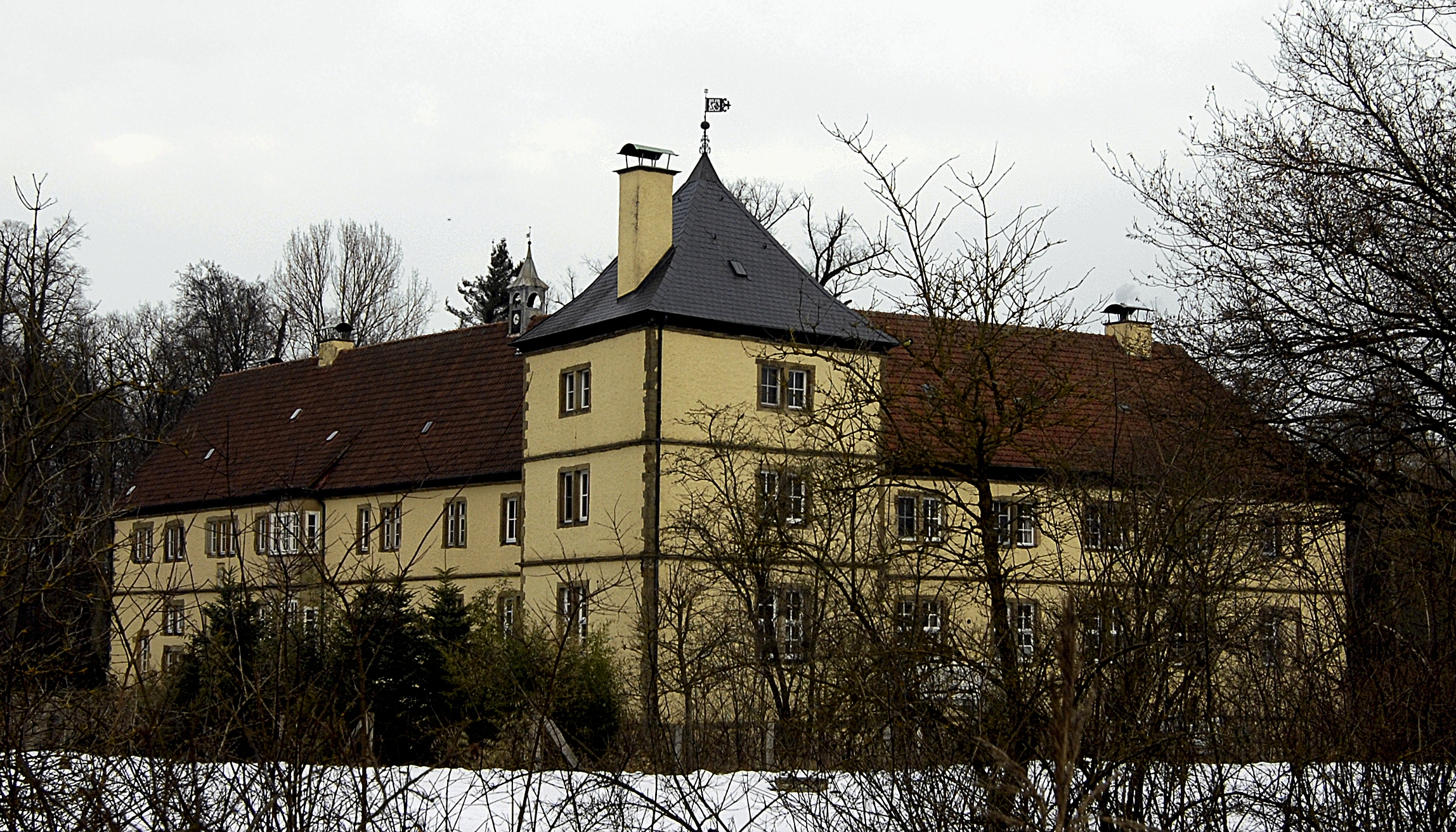
Schloss Ledenburg